# Дзенга
Дзенга (яп. 禅 画, картина [в дусі] дзен) — стиль японського живопису, пов'язаний з практикою  дзен-буддизму. Найчастіше їм займаються ченці, його найбільший розквіт настав в період Едо.

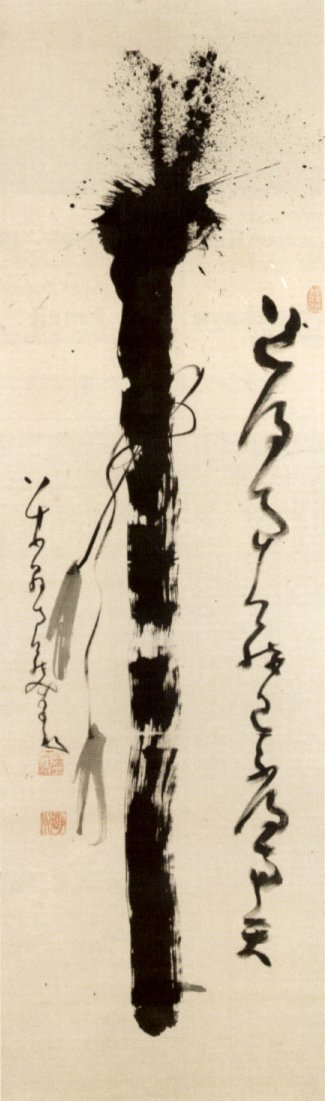
Малюнок і каліграфія авторства Нантенбо

Використання терміна обмежується, як правило, живописом, створеним в цю епоху, що не зовсім точно, адже схожі картини створювалися і раніше. Релігійна значущість буддизму в період Едо знизилася, але ченці, особливо, дзен, все ще відігравали важливу роль, особливо серед художників і літераторів. Їхні картини і твори каліграфії, звані дзенга, створювані як допомога для медитації або як форма духовного вправляння, були тоді дуже популярні.
Одними з основних художників в стилі дзенга були Екаку Хакуїн  і Сенгай. В період Мейдзі дзенга, так само як і живопис літераторів   нанга , не зазнала серйозних змін. Їх вища мета, яка полягає в зверненні уваги, перш за все, на індивідуальну експресію художника, взаємодіє з впливовими в той час в Японії ідеями західного мистецтва, хоча їх медіум залишився традиційним. Дзенгой продовжували займатися серед ченців і практиків дзен, але воно постійно впливало на сучасне мистецтво. Важливим художником цього періоду був майстер дзен Нантенбо .
Ці метафоричні або аллюзійні зображення, як правило, виконуються чорнилом, часто супроводжуються  каліграфією, формально, досить наївно і абстрактно , іноді навіть  карикатурно . Їх головною метою було передати найпростішим і прямим способом ідеали дзен — прикладом може бути коло  Енсо, мальоване в один рух кисті . Хоча в ідеалі дзенга повинні бути намальовані спонтанно, без будь-яких канонів і конвенцій, як індивідуальне вираження переповнення духом дзен , нерідко їх створювали професійні художники на замовлення храмів . Ченці-художники часто створювали їх також в якості подарунка для відвідувачів .